# 液化石油ガス設備士
液化石油ガス設備士（えきかせきゆガスせつびし）は、液化石油ガスの保安の確保及び取引の適正化に関する法律（液石法）に基づき、都道府県知事から液化石油ガス設備士免状の交付を受けている者である。
免状の交付を受けるためには、液化石油ガス設備士試験に合格するか、液化石油ガス設備士講習の課程を修了しなければならない。

## 概要
液石法の対象となる一般家庭用等のLPガス供給設備・消費設備の設置工事又は変更工事（硬質管相互の接続、調整器やガスメータと硬質管との接続、気密試験の作業等）を行う。これら液化石油ガス設備工事の作業は、液化石油ガス設備士でなければ行うことができない。

## 義務
- 液化石油ガス設備工事の作業に従事するときは、技術上の基準に適合するように作業をしなければならない。
- 液化石油ガス設備工事の作業に従事するときは、免状を携帯していなければならない。
- 液化石油ガス設備工事の作業に従事しているか否かに関わらず、高圧ガス保安協会が行う液化石油ガス設備士再講習を免状新規交付から3年後の日が属する年度の末日、または前回受講から5年後の日が属する年度の末日までに受講しなければならない。

これらに違反した場合、免状を交付した都道府県の知事は免状返納命令を出す事ができ、その命令にも背くと過料処分となる。

## 試験
液化石油ガス設備士試験は、47都道府県知事が施行する試験で（すべての知事が高圧ガス保安協会に試験事務を委託）、筆記試験と技能試験からなる。筆記試験は例年11月第2日曜日に全国一斉実施。後日、その合格者（あるいは、前年度の筆記試験のみ合格した者のうち当年度の再受験を申請したもの）に対して技能試験が行われる。技能試験はいくつかの県における例外を除き、同月第4日曜日。これに合格すると、受験地が所在する都道府県の知事に対して液化石油ガス設備士免状の交付を申請できる。

### 試験科目
- 筆記

1. 液化石油ガスに関する基礎知識
2. 液化石油ガス設備工事に必要な機械、器具又は材料に関する知識
3. 配管理論、配管設計及び燃焼理論
4. 液化石油ガス設備工事の施工方法
5. 供給設備及び消費設備の検査の方法
6. 供給設備及び消費設備の保安に関する法令

- 技能

1. 実技

### 受験資格
- 制限なし。

## 講習
液化石油ガス設備士養成講習は、高圧ガス保安協会（以下「協会」）、及び経済産業大臣が指定する養成施設が実施している。受講対象者により第一講習、第二講習及び第三講習に分かれている。
- うち工事補助等の実務経験を要しない第一講習は、経済産業省令に定める講習時間72時間以上で、近年は実習に必要な機器等を備えた会場を自己保有している指定養成施設のみが行っている。当該施設は大きく2種類に区分することができ、LPガスの元売り・機器メーカー等系列の教育機関が行う場合は11日間程度、公共職業能力開発施設では設備科、配管科などの1ヶ月以上の課程に組み込んで実施している。

- 工事補助業務経験者を対象とする第二講習、高圧ガス以外の配管等の関連施工資格を持つ者を対象とする第三講習は、協会が実施するものの場合、年間4回（4-5月、6-7月、9-10月、1-2月）の期間に分けて3日間行われるが、都道府県によって4回すべて実施する所から最少の1回しか実施しない所まで様々である。講習は学科と技能がある（第三講習は学科のみ）。講習をすべて受講すると、直後にある全国統一日の検定試験の受検資格を得られ、午前に学科2科目、午後に技能を受検することができる。

- 受講料は、省令により料金が定められている協会の場合、テキスト代は別途で第一講習が約10万円（但し近年実施なし）、第二講習2万円台、第三講習1万円台となっているが、指定養成施設における料金設定は高圧ガス関係法令の制約を受けない。

- いずれも検定試験に合格すると講習修了となり、住所地都道府県の知事へ免状の交付を申請できる。

### 講習科目
- 筆記

1. 法令
2. 配管理論等
3. 修了考査

- 技能

1. 配管用材料・工具使用
2. 硬質管の加工・接続
3. 器具取付け
4. 漏洩実験

### 受講資格
- 液化石油ガス設備士免状を講習で取得したい者（LPガスの家庭用・業務用消費者の配管工事を行いたい者）
  - 第一講習　受講対象者が未経験者又は無資格者
  - 第二講習　LPガス設備工事の経験1年以上の者
  - 第三講習　建築配管技能士等の関連資格保有者等が対象

講習については、液化石油ガス設備士講習規程によって、講習の一部免除する規定があり、

一定の条件の者(省略)が、第一講習より少ない規程の時間数で講習が受講できるという内容になっています。

１級及び２級管工事施工管理技士でも第３講習が受講可能である。
第３講習の受講者でも希望すれば、講習終了後、残って第２講習で実施の実技の講習を受講することが
可能であると高圧ガス保安協会に確認してもらいました。

## 他の資格との関係
- ガス消費機器設置工事監督者 - 液化石油ガス設備士は、この有資格者とされる。
- 第二種高圧ガス販売主任者 - 第二種高圧ガス販売主任者試験において、法令科目の一部免除を受ける事ができる。
- このほか、高圧ガス保安協会及び日本ガス機器検査協会が行う各種需要家設備施工関係講習の受講資格が得られる。